# Lauterbach (Bad Lausick)
Lauterbach ist ein Ortsteil der Stadt Bad Lausick im sächsischen Landkreis Leipzig. Er wurde am 1. Januar 1994 eingemeindet.

## Geografie

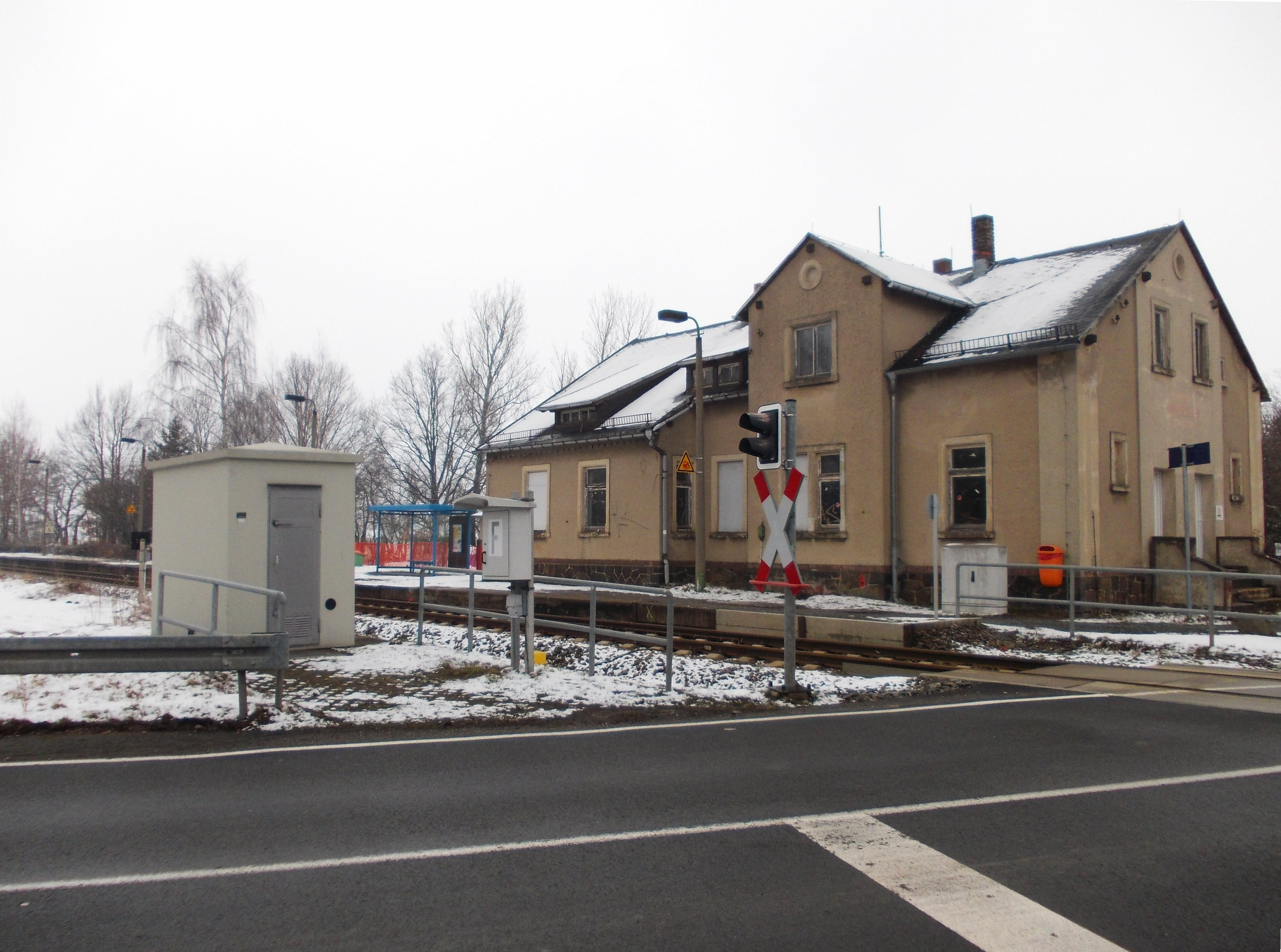
Haltepunkt Lauterbach-Steinbach (2013)

### Geografische Lage und Verkehr
Lauterbach liegt nördlich von Bad Lausick im Sächsischen Burgen- und Heideland. Im Zentrum des Orts befindet sich der Dorfteich. Am Westrand von Lauterbach entspringt der Jordanbach, ein Zufluss der Eula.
Lauterbach wird am Westrand von der Bahnstrecke Leipzig–Geithain tangiert, an welcher der Ort mit dem Haltepunkt Lauterbach-Steinbach eine Bahnstation besitzt.

### Nachbarorte
|               | Großbuch                                    |             |
| Steinbach     | Kompassrose, die auf Nachbargemeinden zeigt | Bernbruch   |
| Wüstungsstein | Bad Lausick mit Köllsdorf                   | Etzoldshain |

### Nahverkehr
Im öffentlichen Nahverkehr ist Lauterbach über die Haltestelle Lauterbach, Teich mit folgender Linie erreichbar:
- TaktBus 277 (THÜSAC): Bad Lausick – Lauterbach – Steinbach – Beucha – Kitzscher

## Geschichte

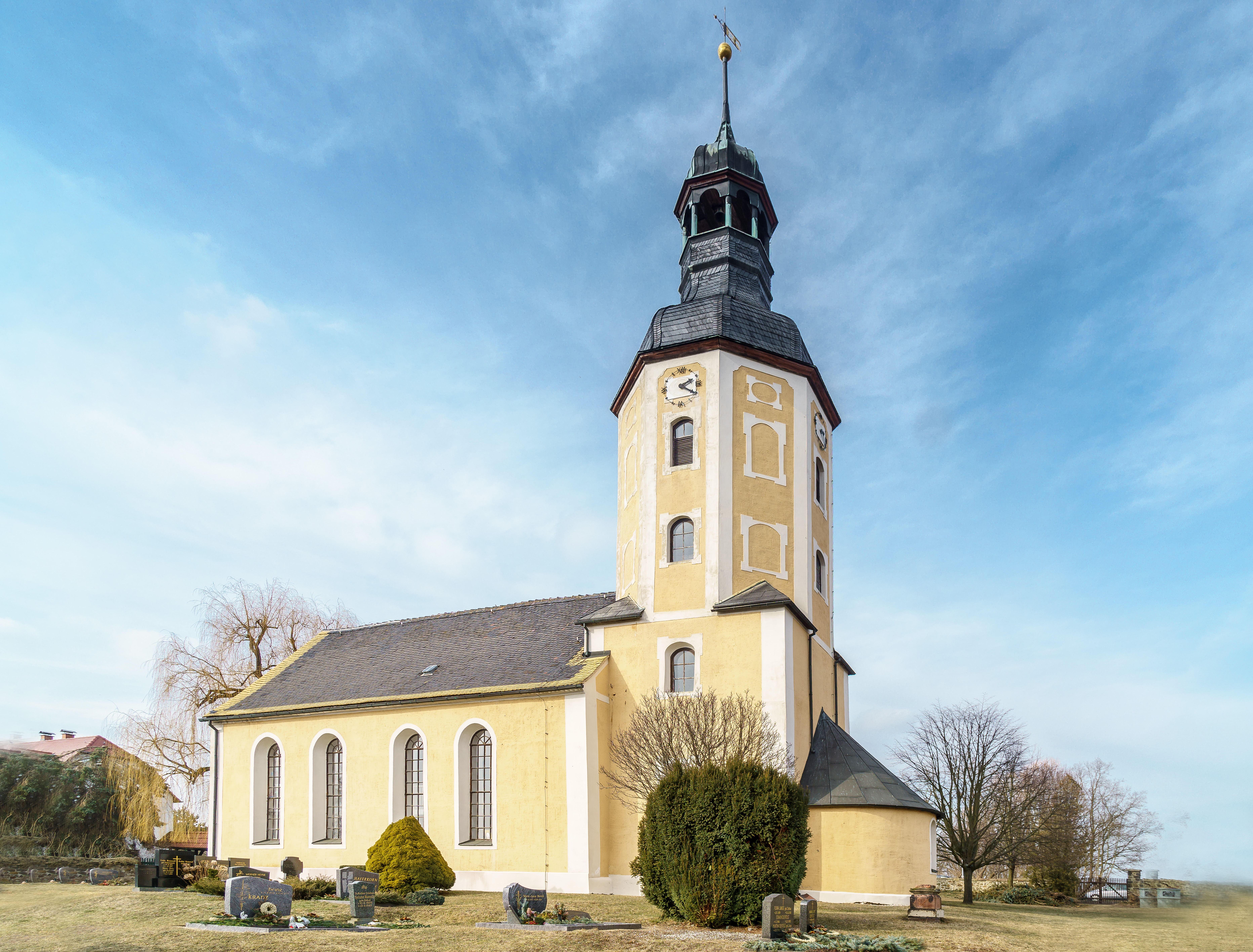
Dorfkirche Lauterbach

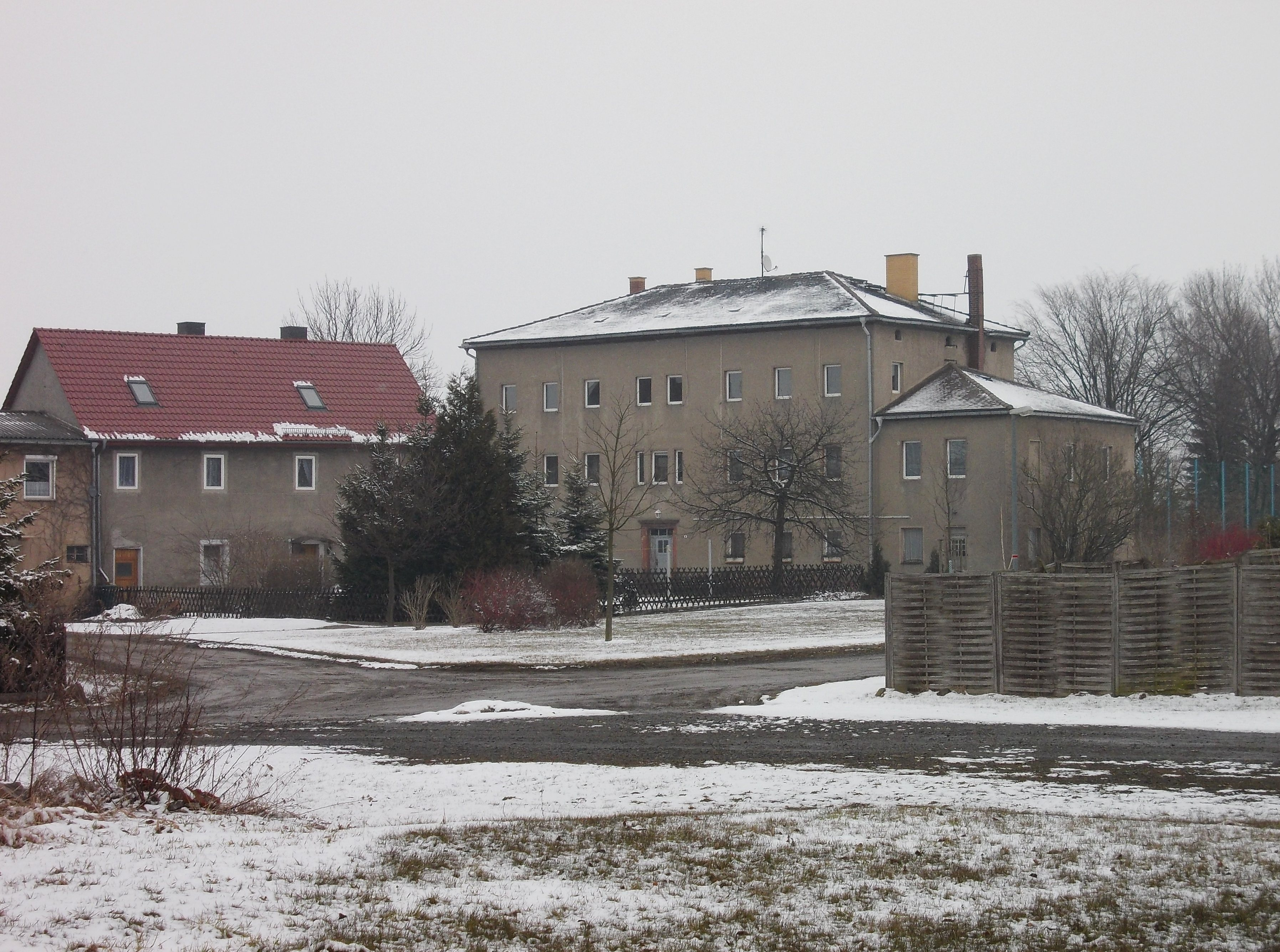
Herrenhaus Lauterbach

Das Platzdorf Lauterbach wurde im Jahr 1350 als Lutirbach in Zusammenhang mit dem im Ort befindlichen Kammergut, welches zu dieser Zeit als Vorwerk galt, erstmals erwähnt. Bezüglich der Grundherrschaft gehörte der Ort um 1551 zum Rittergut Pomßen. und nach 1590 bis 1856 als Amtsdorf zum kurfürstlich-sächsischen bzw. königlich-sächsischen Amt Colditz. Bei den im 19. Jahrhundert im Königreich Sachsen durchgeführten Verwaltungsreformen wurden die Ämter aufgelöst. Dadurch kam Lauterbach im Jahr 1856 unter die Verwaltung des Gerichtsamts Lausick und 1875 an die neu gegründete Amtshauptmannschaft Grimma. Die Haltestelle Lauterbach-Steinbach am Nordwestrand des Orts ging mit der Eröffnung der Bahnstrecke Leipzig–Geithain am 2. Mai 1887 in Betrieb.
Durch die zweite Kreisreform in der DDR im Jahr 1952 wurde die Gemeinde Lauterbach dem Kreis Grimma im Bezirk Leipzig angegliedert, der ab 1990 als sächsischer Landkreis Grimma fortgeführt wurde. Mit der Umgliederung der Stadt Bad Lausick vom Landkreis Geithain in den Landkreis Grimma am 1. Januar 1994 erfolgte gleichzeitig die Eingemeindung von Lauterbach. Als Ortsteil von Bad Lausick kam Lauterbach am 1. August 1994 zum Muldentalkreis, der 2008 im Landkreis Leipzig aufging.